# 矢吹奈子
矢吹奈子（日语：／ Yabuki Nako */?，2001年6月18日—）是日本女藝人，為女子偶像團體HKT48 Team H前成員，東京都出身，所屬經紀公司為TWIN PLANET。曾为兒童演員，2013年以HKT48三期生身分出道，2015年3月26日至2018年5月期間，兼任AKB48 Team B成員。2018年10月29日至2021年4月29日期間，專任日韓跨國女子團體IZ*ONE成員。2023年4月1日自HKT48畢業，展開演員、電視藝人等多元演藝發展。

## 經歷
從事兒童演員入行，0歲時已入行，2016年1月時演藝活動的經歷已達14年。
小學二年級時受姐姐的影響，成為AKB48的粉絲，當時喜歡的成員是渡邊麻友。有一次看電視時，指著某個成員（指原莉乃）說「我喜歡這個人！」（この人が好き!）。曾參加指原的握手會（當時指原仍是AKB48成員），指原當面鼓勵她參加AKB48的徵選，並告訴她一定能通過，但當時矢吹的年紀並不符合徵選的資格。在指原移籍至HKT48一年後，前往福冈參加HKT48三期生徵選會。
2013年8月4日，於HKT48三期生徵選會中合格，審查會中演唱的曲目是AKB48「重力共鳴公演」的公演曲《你的B面曲》。11月2日，於HKT48 向日葵組「正在恋爱中」公演中，作為HKT48三期生一員首次亮相，並擔當小組曲目「純情主義」的伴舞。12月7日，出演HKT48研究生「脑内天堂」公演，于剧场公演出道。12月11日發行的AKB48第34張單曲《倘若在梧桐樹什麼的》的收錄曲《眨眼3次》中，首次擔任Center。
2014年2月8日，於長崎县长崎砖瓦会馆舉行的「HKT48九州7縣巡演～和可愛的孩子們一起旅行～」的晝公演中，發表HKT48第3張單曲《櫻花，大家一起來品嚐》選拔成員名單，為矢吹首次進入選拔。2月24日，於DiverCity東京舉行的「AKB48集團大組閣祭」中，獲宣布升格為Team H成員。
2015年3月25日，於埼玉超級競技場舉行的「AKB48年輕成員全國巡迴演唱會～未來是由現在構成的～」中，宣布和田中美久、大和田南那、川本紗矢、谷口惠、向井地美音、村山彩希共同組成「小蝸牛Chu!」。3月26日，在「AKB48春季單獨演唱會～次期總現正修行中！～」安可後的「春季人事變動」中，獲宣佈兼任AKB48 Team B。11月25日發行的HKT48第6張單曲《吵死了！》收錄了矢吹的獨唱曲《不懷好意的吻》（いじわるチュー），這是HKT48單曲中初次收錄成員的獨唱曲。
2016年6月18日，在「AKB48第45張單曲選拔總選舉」中以28,706票獲得第28名，首次進入圈內，為「Under Girls」。8月20日，成為雜誌《LOVE Berry》的專屬模特兒。
2017年6月17日，在「AKB48第49張單曲選拔總選舉」中以25,364票獲得第37名，為「Next Girls」。12月8日，於AKB48劇場12周年公演中的「組閣」中，宣布將解除AKB48 Team B的兼任。
2018年3月19日，發表AKB48第52張單曲《Teacher Teacher》選拔成員名單，矢吹首次進入AKB48單曲選拔。3月31日，於埼玉超級競技場舉行的演唱會「HKT48春季巡演2018～這就是博多的做法！～」中，宣布和田中美久共同擔任HKT48第11張單曲《快進的日曆》的Center，這是矢吹初次擔任HKT48單曲的Center。4月1日，最后一次以AKB48成员身份参与AKB48單獨演唱會「Ja-Ba-
Ja是什麼」，并于5月28日的送别会公演后专任HKT48。6月起以练习生身份参加《PRODUCE 48》。6月16日，於「AKB48第53張單曲世界選拔總選舉」中以51,620票獲得第9名，第一次成為總選舉的單曲選拔成員。8月31日，於韓國Mnet選秀節目《PRODUCE 48》，以261,788票取得第六名成績，成為限定團體IZ*ONE成員。9月24日，AKB48运营方公告矢吹將在参加由其担任前排站位的AKB48第54张单曲《NO WAY MAN》后暫停AKB48家族活動，專注IZ*ONE團體活動。10月29日，以IZ*ONE第一張迷你專輯《COLOR*IZ》在韓國出道。
2021年4月28日，IZ*ONE兩年半活動正式結束，同時專任活動結束。隔日29日搭機返回日本。5月15日，出席「HKT48成員全員直播出演《想和你一起去某個地方》發行紀念Niconico生放送」（HKT48メンバー全員生出演「君とどこかへ行きたい」リリース記念ニコ生特番），正式回歸HKT48的活動。同日，時隔約兩年半再次更新個人Twitter和 Instagram帳號。10月8日，開設個人TikTok帳號。10月9日開始播出的六劇《只有顏值老師》（東海電視台製作・富士電視系），為首次單獨出演電視連續劇。11月3日，宣布成為12月1日發行的HKT48第2張專輯《Outstanding》的主打歌《突然 Do love me!》的Center，同時也是回歸後首次參與HKT48唱片CD的錄製。
2022年5月7日，於熊本城音樂廳舉行的演唱會「HKT48 LIVE TOUR 2022 ～Under the Spotlight～」上宣布成為第15張單曲《沙灘涼鞋為何不見了?》的Center，為矢吹首次單獨擔任單曲的Center。7月28日，宣布與韓國男子團體SF9成員路雲共同擔任日韓聯合製作的選秀節目《THE IDOL BAND：BOY’s BATTLE》的主持人。10月16日，於幕張展覽館舉行的11周年紀念演唱會「HKT48 11th anniversary LIVE 2022 ～給未來的信息～」的第一天夜公演中宣布畢業，並將於隔年春季舉行畢業演唱會。
2023年1月28日，於個人Twitter上宣布將於同月底退出所屬事務所Vernalossom。2月8日發行的HKT48第16張單曲《你能做得更多》，為矢吹的畢業單曲，這也是她最後一次擔任單曲的Center。3月27日，於HKT48劇場舉行畢業公演。4月1日，於橫濱國際平和會議場舉行畢業演唱會「矢吹奈子 畢業演唱會〜未來之翼〜」（矢吹奈子 卒業コンサート〜未来への翼〜），正式從HKT48畢業，結束十年偶像生涯。畢業後將會轉向演員領域發展。5月15日，宣布擔任日本選秀節目《PRODUCE 101 JAPAN 第三季》的官方大使。6月15日，宣布擔任選美比賽
「CAMPUS BOYS/GIRLS 2024」的應援大使。6月18日，宣布加入經紀公司TWIN PLANET。6月26日，宣布擔任瑞典鐘錶配飾品牌「Daniel Wellington」的品牌大使。9月1日，開設個人官方粉絲俱樂部。9月18日，擔任韓國美妝品牌「PEACH C」的日本大使。10月15日，宣布擔任韓國香水品牌「Addict」的品牌大使。11月24日，宣布與本田仁美共同擔任「MMA2023」的日本官方大使。
2024年1月15日，在「草莓小姐2024發表會」中獲任命為應援支持者。7月17日，宣布擔任東京都特設網站「東京的小Actions～守護支持的若無其事～」的官方大使。8月30日，宣布擔任「SHEIN JAPAN 2024」的形象大使。9月6日，與美髮沙龍品牌「creates」的合作產品「9012離子燙夾」開始販售。9月26日，個人製作並擔任形象模特兒的彩色隱形眼鏡品牌「FALOOM」開始發售

## 人物

### 特徵
- 矢吹出身於東京都，為HKT48中少數並非出身於九州地區的成員[81]。
- 有潔癖，討厭昆蟲[82]，害怕打針、怕黑[83]。
- 代表動物：企鵝、松鼠、鳥[83]。
- 因為寵物是虎皮鸚鵡，所以希望到原產地澳洲參觀[83]。另外也有養兩隻鸚鵡[84][85]。
- 擅長跳舞[86]，尤其是芭蕾舞，從3歲開始學習[87]，共學習了九年[11]。曾在節目上表演過[88]。
- 特技是快速綁辮子[1]。
- 官方暱稱為Nako（なこ）[1]，早期也曾稱為Kinako（きなこ）[13]、Nuko（ぬこ）[89]。
- 有一個姐姐和一個妹妹[11]。

### HKT48相關
- 與同學年同期的田中美久組成稱為「奈子美久」（なこみく）的企劃組合[90][91][92]。
- Catch Phrase（自我介紹詞）是「我們是打倒怪物的軍隊！（觀眾：喔！）我是矢吹奈子。」（私達はお化けを倒す軍隊だ!（おー!）矢吹奈子です。）[93]。此詞的來源是矢吹在2015年1月演出電視節目《有吉AKB共和國》時，談到與朋友去鬼屋（英语：Haunted attraction (simulated)）玩時，喊了句「我們是打倒怪物的軍隊！」，主持人有吉弘行隨即喊了「喔！」，因為句子逗趣，後來便成為矢吹在劇場公演的個人介紹詞[94]。

## 音樂作品

### AKB48家族單曲CD
- 標註「★」符號者表示該首歌曲有拍攝MV。

HKT48
|      | 發行日期       | 單曲名稱               | 參與歌曲名稱            | 名義              | 收錄於 | MV | 備註                           |
| ---- | -------------- | ---------------------- | ----------------------- | ----------------- | ------ | -- | ------------------------------ |
| 3rd  | 2014年3月12日  | 櫻花，大家一起來品嚐   | 櫻花，大家一起來品嚐    |                   | 全版本 | ★  | A面曲 初次進入選拔             |
| 3rd  | 2014年3月12日  | 櫻花，大家一起來品嚐   | 你怎么了？              |                   | 全版本 |    |                                |
| 3rd  | 2014年3月12日  | 櫻花，大家一起來品嚐   | 請你記得                | 研究生            | Type-C |    |                                |
| 3rd  | 2014年3月12日  | 櫻花，大家一起來品嚐   | 因为喜欢你              |                   | 劇場盤 |    |                                |
| 4th  | 2014年9月24日  | 有所保留的我愛你！     | 有所保留的我愛你！      |                   | 全版本 | ★  | A面曲                          |
| 4th  | 2014年9月24日  | 有所保留的我愛你！     | 偶像的王者              | Team H            | Type-A | ★  |                                |
| 4th  | 2014年9月24日  | 有所保留的我愛你！     | 傲慢的雙唇              | 奈子美久          | Type-C | ★  |                                |
| 5th  | 2015年4月22日  | 12秒                   | 12秒                    |                   | 全版本 | ★  | A面曲                          |
| 5th  | 2015年4月22日  | 12秒                   | 人生就是摇滚            |                   | 全版本 | ★  |                                |
| 5th  | 2015年4月22日  | 12秒                   | 变色龙女高中生          | Team H            | Type-A | ★  |                                |
| 5th  | 2015年4月22日  | 12秒                   | 微笑爆米花              | 爆米花孩子        | Type-C | ★  |                                |
| 6th  | 2015年11月25日 | 吵死了！               | 吵死了！                |                   | 全版本 | ★  | A面曲                          |
| 6th  | 2015年11月25日 | 吵死了！               | 黃昏的二人車            |                   | 全版本 |    |                                |
| 6th  | 2015年11月25日 | 吵死了！               | Buddy                   | Team H            | Type-A | ★  |                                |
| 6th  | 2015年11月25日 | 吵死了！               | 不懷好意的吻            |                   | Type-C | ★  | 首支個人曲                     |
| 7th  | 2016年4月13日  | 給74億分之1的你        | 給74億分之1的你         |                   | 全版本 | ★  | A面曲                          |
| 7th  | 2016年4月13日  | 給74億分之1的你        | Chain of love           |                   | 全版本 |    |                                |
| 7th  | 2016年4月13日  | 給74億分之1的你        | 愛因斯坦比戴安娜·艾格倫 | NakoMiku＆MeruMio | Type-C | ★  |                                |
| 8th  | 2016年9月7日   | 最棒了唷               | 最棒了唷                |                   | 全版本 | ★  | A面曲                          |
| 8th  | 2016年9月7日   | 最棒了唷               | 把夜空的月亮吞下        | Team H            | Type-B | ★  |                                |
| 9th  | 2017年2月15日  | BUG也無妨              | 不可避免的情人          |                   | 全版本 | ★  |                                |
| 9th  | 2017年2月15日  | BUG也無妨              | HKT48家族               |                   | 剧场盘 |    |                                |
| 10th | 2017年8月2日   | 接吻真的只能慢慢來嗎？ | 接吻真的只能慢慢來嗎？  |                   | 全版本 | ★  | A面曲                          |
| 10th | 2017年8月2日   | 接吻真的只能慢慢來嗎？ | 浪漫的疾病              |                   | 劇場盤 |    |                                |
| 11th | 2018年5月2日   | 快進的日曆             | 快進的日曆              |                   | 全版本 | ★  | A面曲 與田中美久共同擔任Center |
| 11th | 2018年5月2日   | 快進的日曆             | 不想當成是季節的錯      |                   | 全版本 |    |                                |
| 15th | 2022年6月22日  | 沙灘涼鞋為何不見了?    | 沙灘涼鞋為何不見了?     |                   | 全版本 | ★  | A面曲 首次單獨單曲Center       |
| 16th | 2023年2月8月   | 你能做得更多           | 你能做得更多            |                   | 全版本 | ★  | A面曲 Center                   |
| 16th | 2023年2月8月   | 你能做得更多           | 青春馬力全開            | Team H            | Type-A |    |                                |

AKB48
|      | 發行日期       | 單曲名稱           | 參與歌曲名稱       | 名義                  | 收錄於        | MV | 備註                        |
| ---- | -------------- | ------------------ | ------------------ | --------------------- | ------------- | -- | --------------------------- |
| 34th | 2013年12月11日 | 倘若在梧桐樹什麼的 | 眨眼3次            | HKT48                 | Type-H        | ★  | 初次擔任Center              |
| 35th | 2014年2月26日  | 勇往直前           | 秘密日记           | Baby Elephants        | Type-B        | ★  |                             |
| 38th | 2014年11月26日 | 希望無限           | 现在、Happy        | 玫瑰组                | Type-A 劇場盤 | ★  |                             |
| 39th | 2015年3月4日   | Green Flash        | 大人列車           | HKT48                 | Type-H        | ★  |                             |
| 40th | 2015年5月20日  | 我們不戰鬥         | 卡夫卡与小蜗牛Chu! | 小蜗牛Chu!            | Type-B        | ★  |                             |
| 42nd | 2015年12月9日  | 红唇Be My Baby     | 金色翅膀的人啊     | Team B                | Type-C        | ★  |                             |
| 43rd | 2016年3月9日   | 你就是旋律         | Make noise         | HKT48                 | Type-C        | ★  |                             |
| 44th | 2016年6月1日   | 不需要翅膀         | 一谈恋爱就变傻     | Team B                | Type-A        | ★  |                             |
| 45th | 2016年8月31日  | LOVE TRIP/分享幸福 | 傳說的魚           | Under Girls           | Type-A        | ★  |                             |
| 47th | 2017年3月15日  | Shoot Sign         | 转不停的摩天轮     | HKT48                 | Type-C        | ★  |                             |
| 48th | 2017年5月31日  | 空有愿望           | 当代PARA           |                       | 全版本        | ★  |                             |
| 49th | 2017年8月30日  | #就是喜歡你        | 困惑了猶豫了       | Next Girls            | Type-A        | ★  |                             |
| 50th | 2017年11月22日 | 11月的脚链         | 微笑的瞬间         | 7秒后，就喜欢上你了。 | Type-C        | ★  |                             |
| 50th | 2017年11月22日 | 11月的脚链         | 法定速度与优越感   | U-17选拔              | Type-E        | ★  |                             |
| 51st | 2018年3月14日  | Ja-Ba-Ja           | 直到倒下为止       | HKT48                 | Type-C        | ★  |                             |
| 52nd | 2018年5月30日  | Teacher Teacher    | Teacher Teacher    |                       | 全版本        | ★  | A面曲 初次進入AKB48單曲選拔 |
| 53rd | 2018年9月19日  | 感傷列車           | 感傷列車           |                       | 全版本        | ★  | A面曲                       |
| 54th | 2018年11月28日 | NO WAY MAN         | NO WAY MAN         |                       | 全版本        | ★  | A面曲                       |
| 55th | 2019年3月13日  | 回憶上心頭DAYS     | 必然性             | IZ4648                | Type-C        |    |                             |

### AKB48家族專輯CD
HKT48
|     | 發行日期       | 專輯名稱    | 參與歌曲名稱     | 名義 | 收錄於 | 備註          |
| --- | -------------- | ----------- | ---------------- | ---- | ------ | ------------- |
| 1st | 2017年12月27日 | 092         | 食指的子弹       |      | 全版本 | 主打曲        |
| 1st | 2017年12月27日 | 092         | Fan Meeting      | F24  | Type C |               |
| 2nd | 2021年12月5日  | Outstanding | 突然 Do love me! |      | 全版本 | 主打曲 Center |
| 2nd | 2021年12月5日  | Outstanding | 没意思的粉雪     |      | Type B |               |

AKB48
|     | 發行日期       | 專輯名稱                     | 參與歌曲名稱             | 名義       | 收錄於          | 備註 |
| --- | -------------- | ---------------------------- | ------------------------ | ---------- | --------------- | ---- |
| 5th | 2014年1月22日  | 未來軌跡                     | Stoic美學                |            | Type-B          |      |
| 6th | 2015年1月21日  | 這裡是羅德斯島、在這裡跳吧！ | Birth                    |            | Type-A          |      |
| 7th | 2015年11月18日 | 0與1之間                     | 愛樂成癮                 | Team B     | MILLION SINGLES |      |
| 7th | 2015年11月18日 | 0與1之間                     | 從那時起我不能再專心學習 | 小蝸牛Chu! | THEATER EDITION |      |
| 8th | 2017年1月25日  | 點時成菁                     | 青澀的搖滾               |            | Type-B          |      |

### 劇場公演曲目
| 公演名稱                             | 參與歌曲名稱  | 備註               |
| ------------------------------------ | ------------- | ------------------ |
| 研究生時期                           |               |                    |
| 研究生“脑内天堂”公演                 | 泪中带笑      | solo               |
| 研究生“脑内天堂”公演                 | MARIA         |                    |
| Team H時期                           |               |                    |
| Team H 2nd Stage「青春女孩」公演     | 雨中動物園    |                    |
| HKT48 向日葵組「睡衣兜風」公演       | 睡衣兜風      |                    |
| Team H 3rd Stage「最终钟声鸣响」公演 | 20姊妹之歌    | Center             |
| Team H 3rd Stage「最终钟声鸣响」公演 | 初戀小偷      | 田岛芽瑠的代演     |
| HKT48 向日葵組「正在恋爱中」公演     | 7点12分的初恋 |                    |
| Team H 4th Stage「剧场的女神」公演   | Candy         | Center             |
| Team H 4th Stage「剧场的女神」公演   | 你好 我的初恋 | 田岛芽瑠的代演     |
| Team H 4th Stage「剧场的女神」公演   | 暴风雨之夜    | 神志那结衣的代演   |
| Team H 4th Stage「剧场的女神」公演   | 夜风的恶作剧  | 儿玉遥的代演、solo |
| Team H 5th Stage「RESET」公演        | 制服的抵抗    |                    |

| 公演名稱                         | 參與歌曲名稱  | 備註   |
| -------------------------------- | ------------- | ------ |
| AKB48 木崎Team B兼任時期         |               |        |
| Team B 6th Stage“正在恋爱中”公演 | 7点12分的初恋 | Center |

## 創作作品
以下皆為IZ*ONE的歌曲
- 《With*One》- 與IZ*ONE其他成員共同作詞[95]。收錄於第三張迷你專輯《Oneiric Diary》。
- 《幻想童話 (Secret Story of the Swan) Japanese Ver.》 - 日文版作詞，與MosPick、宮脇咲良共同作詞[96]。收錄於第三張迷你專輯《Oneiric Diary》。
- 《Violeta Japanese Ver.》- 日文版作詞[97][98]。收錄於日本第一張專輯《Twelve》。

## 演出

### 電影
- 棒球英豪（2005年）：饰演 浅倉南（幼少時代）[99]
- 新堀川之上（新堀川の上で，2012年）[100]
- 向田理髮店（日语：向田理髪店#映画化）（2022年）：飾演 大原零[101][102]
- 你尤為特别（2025年6月20日，GAGA） ：飾演 七濑惠美香（七瀬えみか）[103]

### 電視劇
- 侦探 左文字進（日语：探偵 左文字進） 第13作 横浜南房総殺人ルート（2009年1月5日，TBS）：飾演 下田夏菜（幼少時代）[104]
- 各式各样的父亲节电视剧SP「父亲最长的一天」（日语：親父の一番長い日）（2009年6月19日，富士电视台）[104]
- 日曜劇場 官僚之夏 第8話（2009年9月6日，TBS）[105]
- 福岡恋愛白書（日语：福岡恋愛白書）10「第十個鈴響的時候」（2015年3月27日，九州朝日放送）：饰演 中学生若菜[106]
- 馬路須加學園0 木更津亂鬥篇（2015年11月28日，日本电视台、Hulu）：饰演 生意气（ナマイキ）[107][108]
- AKB Love night 恋工場（日语：AKBラブナイト 恋工場） 第15集「毕业」（2016年6月9日，朝日電視台）：饰演 凛（主演）[92]
- 只有顏值老師（2021年10月9日－12月18日，東海電視台）：饰演 三条愛佳[109][110]
- 便利商店★英雄〜你的SOS收到了！！ 第1集（2022年10月19日，關西電視台）：飾演 嶋村みずき[111]
- 科搜研之女 2022 第22季 第4集（2022年11月8日，朝日電視台）：飾演 布川美里[112]
- 陷入沼澤。港區女高中生（2023年2月25日－3月25日，日本電視台）：飾演 柚月琴奈[113]
- 治癒系鄰居有秘密（2023年7月8日－9月30日，日本電視台）：飾演 田邊真奈美[114]
- 18歲、新妻、不倫。（2023年10月15日－12月18日，ABC電視台、朝日電視台）：飾演 三条明花（女主角）[115]
- 戀愛指南（2023年11月22日－2024年1月17日，TBS）：飾演 高田華子（女主角）[116][117]
- 太棒了，老師!（2024年8月18日－10月6日，朝日放送電視台）：飾演 吉良萌子[118]
- 御上先生（2025年1月19日－3月23日，TBS）：飾演 晴山奈緒[119]
- 你尤為特别（2025年9月17日－，毎日放送、TBS電視台）：飾演 七濑惠美香（七瀬えみか）[120]

### 舞台劇
- HKT48指原莉乃座長公演（2015年4月8日－23日，明治座／8月15日－31日，博多座）：飾演 [121][122]
- 朗讀劇「Love Letters～2024 New Year Special～」（2024年1月24日，PARCO劇場）：飾演 [123]
- 怪醫黑杰克（2025年6月28日－7月13日，IMM THEATER／7月18日，新潟TERRSA／21日，COMTEC PORTBASE／23日，濱松ACT CITY／26日，Kanamoto Hall／7月31日－8月2日，兵庫縣立藝術文化中心）：飾演 皮诺可[124]

### 電視節目
- 停在這一指！（日语：この指と〜まれ!）（2017年5月6日－9月16日，富士電視台）- 副主持[125]
  - 停在這一指！season2（2018年4月29日－8月26日）[126]
  - 停在這一指！season3（2019年5月27日－8月26日）[127]
- Love it!（2021年8月26日－，TBS電視台）- 準常規來賓[128][129]
- 戀宿♥周末寄宿家庭2022秋～Honey Soda Story～（2022年10月25日－12月20日，ABEMA）- 主持[130]
- THE IDOL BAND：BOY's BATTLE（2022年12月9日－2023年3月4日，SBS M、TBS）- 主持[131]
- 別被狼君所欺騙（2023年6月11日－8月22日，Netflix）- 主持[132]
- 矢吹奈子の北九州なココ！グルメ！（2025年3月20日－23日，TVQ九州放送）

### 音樂錄影帶
- AKB48《分享幸福》（2016年）[133]

### 活动
- 超十代 - ULTRA TEENS FES - 2017＠TOKYO（日语：超十代）（2017年3月28日，幕張展览馆）[134]
- TOKYO IDOL FESTIVAL 2018（日语：TOKYO IDOL FESTIVAL）（2018年8月3日－8月5日，台場）- 会場广播[135]
- CROSSFM 這個韓國～讓你成為韓國通～公開錄製活動（2021年12月3日，西鐵表演廳）[136]
- KCON
  - KCON 2022 Premire in Tokyo（2022年5月14日，幕張展覽館）- 主持[137]
  - KCON JAPAN 2023（2023年5月12日－14日，幕張展覽館）- 主持[138]
  - KCON JAPAN 2024×TOKYO GIRLS COLLECTION（2024年5月10日，幕張展覽館）[139]
- 東京女孩展演
  - TGC KITAKYUSHU 2022 by TOKYO GIRLS COLLECTION（2022年11月19日，西日本綜合展示場 新館）[140]
  - 第37回 Mynavi Tokyo Girls Collection 2023 AUTUMN／WINTER（2023年9月2日，埼玉超級競技場）[141]
  - CREATEs presents TGC KITAKYUSHU 2023 by TOKYO GIRLS COLLECTION（2023年10月7日，西日本綜合展示場 新館）[142]
  - SDGs推進 TGC 靜岡 2024 by TOKYO GIRLS COLLECTION（2024年1月13日，Twin Messe靜岡）[143]
  - oomiya presents TGC WAKAYAMA 2024 by TOKYO GIRLS COLLECTION（2024年2月3日，和歌山大鯨）[144]
  - 第38回 Mynavi Tokyo Girls Collection 2024 SPRING／SUMMER（2024年3月2日，國立代代木競技場第一體育館）[145]
  - 第39回 Mynavi Tokyo Girls Collection 2024 AUTUMN／WINTER（2024年9月7日，埼玉超級競技場）[146]
  - CREATEs presents TGC KITAKYUSHU 2024 by TOKYO GIRLS COLLECTION（2023年10月12日，西日本綜合展示場 新館）[147]
  - 第39屆 Mynavi 東京Girls Collection 2024 AUTUMN/WINTER（2024年9月7日，埼玉超級競技場）[148]
  - CREATEs presents TGC KITAKYUSHU 2024 by TOKYO GIRLS COLLECTION（2024年10月12日，西日本綜合展示場新館）
  - SDGs推進 TGC 靜岡 2025 by TOKYO GIRLS COLLECTION（2025年1月11日，Twin Messe靜岡 北館大展示場）[149]
  - 第40回 Mynavi 東京Girls Collection 2025 SPRING/SUMMER（2025年3月1日，国立代代木競技場第一体育館）[150]
  - TBS AKASAKA COLLECTION produced by TGC（2025年3月23日、TBS赤坂BLITZ攝影棚）[151]
  - Mynavi TGC 大阪・關西萬博 2025（2025年4月5日，大阪・關西萬博會場內 EXPO Messe WASSE）[152]
- 2022 AAA AFTER STAGE（2022年12月14日，名古屋市綜合體育館）- 主持[153]
- Mnet Japan Fan’s Choice Awards（2022年12月19日，品川王子大飯店 Stellar Ball）- 主持[154]
- sweet collection 2023（2023年4月15日）[155]
- DREAM CONCERT in JAPAN（2023年6月18日，埼玉超級競技場）- 主持[156]
- IDOL RUNWAY COLLECTION Supported by TGC（2023年8月7日，國立代代木競技場第二體育館）- 主持[157]
- GirlsAward
  - Rakuten GirlsAward 2023 AUTUMN／WINTER（2023年9月38日，幕張展覽館）[158]
  - Rakuten GirlsAward 2024 SPRING／SUMMER（2024年5月3日，國立代代木競技場第一体育館）[159]
- 2023年甜瓜音樂獎（2023年12月2日，韓國仁川INSPIRE ARENA）- 紅毯主持[160]
- NAKO YABUKI FANMEETING 
  - Vol.1（2023年12月3日，德國文化會館 OAG Hal）
  - Vol.2（2024年3月31日，大崎Bright Core Hall）
  - Vol.3（2024年9月15日，大崎Bright Core Hall）
  - Vol.4（2025年3月20日，二子玉川Rise Hall）
- LOVE IT! ROCK（國立代代木競技場第一体育館）
  - （2023年8月27日）
  - （2024年8月24日）
- 東北樂天金鷲 vs 歐力士猛牛比賽 開球儀式（2025年5月4日，樂天生命Park宮城）[161]

### 廣播節目
- 我正在做！～星期一了～（日语：アッパレやってまーす!）（；2022年4月26日－，MBS電台）- 常規出演[162]
- 古家正亨的POP★A（古家正亨のPOP★A；2022年10月8日－2023年3月4日，NHK廣播第1頻率）- 月1MC[163]
- RECOMMEN!（2023年3月29日－，文化放送）- 星期三主持人[164]
- 快速廣播（2023年9月19日－10月9日，文化放送）- 主持人[165]

### 廣播劇
- 彩虹的去向 ～为了面对自己～（2024年11月23日，AuDee）[166]

## 書籍

### 杂志连载
- 月刊娛樂「HKT48 奈子美久偵探團」（2014年5月－，德間書店）- 與田中美久共同連載[91]
- LOVE Berry（日语：ラブベリー）（2016年1月－、现时休刊中，德間書店）- 専属模特兒（Love Mo）[167]

### 數碼寫真集
- blossom（2024年10月23日）[168]

### 日曆
- 矢吹奈子2024.4-2025.3 日曆（2024年3月23日）
- 矢吹奈子 2025.4-2026.3 日曆（2025年3月15日）

## 外部連結
- （日語）矢吹奈子官方網站
- （日語）TWIN PLANET個人介紹頁
- （日語）Vernalossom個人介紹頁
- （日語）HKT48個人介紹頁
- （日語）AKB48個人介紹頁
- （日語）IZ*ONE個人介紹頁
- （日語）矢吹奈子的X（前Twitter）（2017年8月26日－）
- （日語）矢吹奈子(仮)的X（前Twitter）
- （日語）矢吹奈子STAFF的X（前Twitter）（2023年2月1日－）
- （日語）矢吹奈子的Instagram帳戶（2018年1月17日－）
- （日語）矢吹奈子的Threads（页面存档备份，存于）（2023年7月7日－）
- （日語）矢吹奈子 官方755 （页面存档备份，存于）（2016年6月13日－）
- （日語）矢吹奈子 755 （页面存档备份，存于）（2021年8月4日－）
- （日語）矢吹奈子的TikTok
- （日語）矢吹 奈子（HKT48 Team H）的SHOWROOM專頁（页面存档备份，存于）
- （日語）矢吹奈子© - LOVE berry（日语：ラブベリー）
- （日語）矢吹奈子的Google+ （页面存档备份，存于）（2014年11月7日－2019年4月2日，已關閉）

個人品牌相關
- （日語）FALOOM